# Rosser Reeves

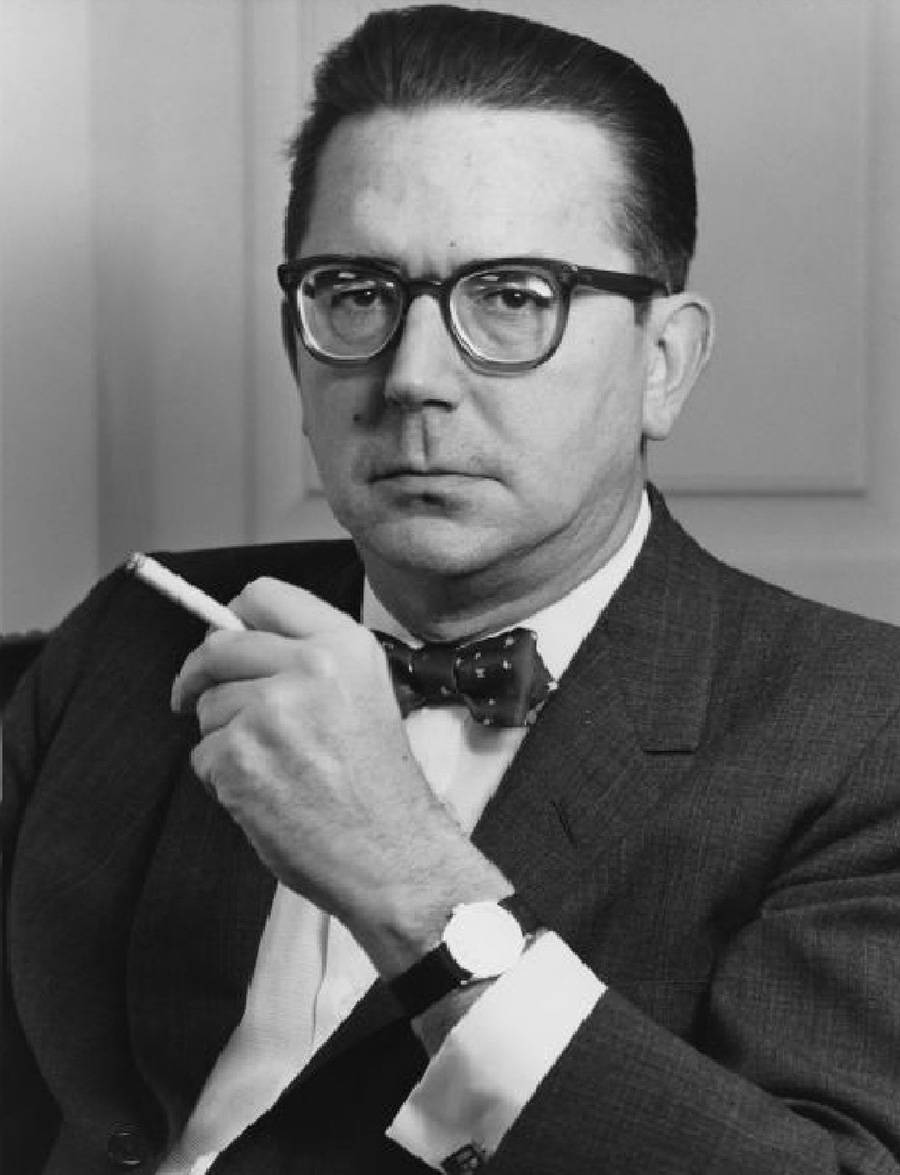
Rosser Reeves

Rosser Reeves (* 1910; † 24. Januar 1984) war ein amerikanischer Werbepionier, der die Fernsehwerbung weiterentwickelte.

## Lebenslauf
Zudem führte er den Begriff Alleinstellungsmerkmal (Unique Selling Proposition, USP) in die Marketingtheorie und -praxis ein. Er definierte den Begriff 1940 als ein einzigartiges „Verkaufsversprechen“ im Rahmen der Werbung für ein Produkt oder eine Dienstleistung. Dieses Alleinstellungsmerkmal sollte so beschaffen sein, dass es den Nutzen des zu vermarktenden Produkts von dem der Produkte der Wettbewerber abhebt. Dieser in Anspruch genommene Nutzen bezieht sich in der Regel auf eine konkrete Eigenschaft, die andere Produkte nicht aufweisen oder nicht für sich in Anspruch nehmen. Die solcherart angesprochene Zielgruppe soll dadurch Präferenzen für das beworbene Produkt bilden und es letztlich auch kaufen.
Im Rahmen seiner Tätigkeit für die Werbeagentur Ted Bates & Co, New York, versuchte er immer wieder, dieses Alleinstellungsmerkmal bei den von ihm beworbenen Produkten zielgruppenorientiert zu eruieren und wiederum zielgruppenorientiert umzusetzen. Dabei war die dominierende Vorstellung, den Grund, warum ein Konsument das beworbene Produkt erwerben soll, klar herauszuarbeiten und darzustellen. Im US-Präsidentschaftswahlkampf 1952 setzte Rosser Reeves das Alleinstellungsmerkmal auch in der Wahlwerbung um. Die Republikanische Partei hatte ihn engagiert, Dwight D. Eisenhower zu bewerben. Es folgte ein Umbruch bei Wahlkämpfen, da er den Kandidaten – erfolgreich – wie Seife vermarktete.
In seinem Buch „Reality in Advertising“ (Knopf, New York 1961) lieferte er die Theorie zu der von ihm geübten Alleinstellungsmerkmalspraxis nach. Schlüssig forderte er, dass in der Werbung klar transportiert werden soll, warum der Konsument ausgerechnet das beworbene Produkt kaufen soll (und kein anderes). Wesentlich ist dabei, dass das Produkt auch halten muss, was die Werbung verspricht. Andernfalls wird der Erfolg nicht von Dauer sein.